# Manfred Hollmann
Manfred Hollmann (* 22. Juni 1929 in Rudník v Krkonoších (deutsch Hermannseifen), Okres Trutnov, Tschechoslowakei; † 23. Oktober 2012) war ein deutscher Maler und Grafiker.

## Werdegang
Hollmann war ein Deutschböhme aus der Tschechoslowakei und lebte ab 1950 als freischaffender Künstler in München. Von 1951 bis 1959 studierte er an der Akademie der Bildenden Künste in München und bei André Lhote in Paris.
In seinem Werk widmete er sich der freien und architekturbezogenen Malerei. Unter anderem gestaltete er den Münchner U-Bahnhof Fürstenried West. Von 1975 bis 1994 war er Professor für Malerei an der Akademie der Bildenden Künste in München.

## Ehrungen
- 1961: Förderpreis für Bildende Kunst der Landeshauptstadt München
- 2009: Seerosenpreis